# آناستازیا نووساد
آناستازیا نووساد (انگلیسی: Anastasiya Novosad؛ زادهٔ ۸ مهٔ ۱۹۹۳) اهل اوکراین است. وی همچنین از اسکی‌بازان نمایشی در بازی‌های المپیک زمستانی ۲۰۱۴ بوده است.